# Jules Sylvester
Jules Sylvester (nacido el 13 de noviembre de 1950) es un manejador de serpientes que trabaja en cine y televisión. Nació en Inglaterra y se crio en Kenia, donde fue introducido por primera vez a la captura de serpientes a los 16 años. Sirvió en la Infantería Ligera de Rodesia durante la Guerra de Bush de Rodas desde 1973 hasta 1974. Ha aparecido en numerosos programas de televisión que incluyen una serie de apariciones en The Tonight Show with Jay Leno y su propia serie de 2002 Wild Adventures. Manejó a las serpientes en la película Serpientes en un avión. También fue invitado a The Bernie Mac Show. También hizo apariciones múltiples en Spike TV  1000 maneras de morir, en segmentos que tratan con muertes relacionadas con animales.
En 2006 afirmó que después de 40 años de manejo de serpientes nunca había sido mordido. También apareció como manejador de serpientes en un episodio de CSI: Crime Scene Investigation, "Got Murder".
En 2012 apareció en Animal Movers en el episodio 2: "La tortuga y la cobra que cría liebres". Transportó Cobras a Florida.